# Сподня Добрава (Радовлиця)
Сподня Добрава (словен. Spodnja Dobrava) — поселення в общині Радовлиця, Горенський регіон, Словенія. Висота над рівнем моря: 480,7 м.